# Zenodorus
Zenodorus là một chi nhện trong họ Salticidae.

## Các loài
Các loài trong chi này gồm:
- Zenodorus albertisi (Thorell, 1881)
- Zenodorus arcipluvii (Peckham & Peckham, 1901)
- Zenodorus asper (Karsch, 1878)
- Zenodorus danae Hogg, 1915
- Zenodorus durvillei (Walckenaer, 1837)
- Zenodorus formosus (Rainbow, 1899)
- Zenodorus jucundus (Rainbow, 1912)
- Zenodorus juliae (Thorell, 1881)
- Zenodorus lepidus (Guérin, 1834)
- Zenodorus marginatus (Simon, 1902)
- Zenodorus metallescens (L. Koch, 1879)
- Zenodorus microphthalmus (L. Koch, 1881)
- Zenodorus niger (Karsch, 1878)
- Zenodorus obscurofemoratus (Keyserling, 1883)
- Zenodorus orbiculatus (Keyserling, 1881)
- Zenodorus ponapensis Berry, Beatty & Prószyński, 1996
- Zenodorus pupulus (Thorell, 1881)
- Zenodorus pusillus (Strand, 1913)
- Zenodorus rhodopae Hogg, 1915
- Zenodorus syrinx Hogg, 1915
- Zenodorus variatus Pocock, 1899
- Zenodorus varicans (Thorell, 1881)
- Zenodorus wangillus Strand, 1911